# Challenger de Caltanissetta 2014
El Città di Caltanissetta 2014 fue un torneo de tenis profesional jugado en canchas de tierra batida. Se disputó la 16.ª edición del torneo que formó parte del circuito ATP Challenger Tour 2014. Se llevó a cabo en Caltanissetta, Italia entre el 9 y el 15 de junio de 2014.

## Jugadores participantes del cuadro de individuales
| Favorito | País                 | Jugador          | Rank1 | Posición en el torneo |
| -------- | -------------------- | ---------------- | ----- | --------------------- |
| 1        | Bandera de España    | Pablo Carreño    | 68    | CAMPEÓN               |
| 2        | Bandera de España    | Pablo Andújar    | 78    | Cuartos de final      |
| 3        | Bandera de España    | Pere Riba        | 84    | Segunda ronda, retiro |
| 4        | Bandera de Italia    | Filippo Volandri | 99    | Segunda ronda         |
| 5        | Bandera de España    | Albert Ramos     | 115   | Primera ronda         |
| 6        | Bandera de Túnez     | Malek Jaziri     | 116   | Primera ronda, retiro |
| 7        | Bandera de Uruguay   | Pablo Cuevas     | 136   | Cuartos de final      |
| 8        | Bandera de Argentina | Facundo Bagnis   | 143   | FINAL                 |

| Posición en el torneo   |
| ----------------------- |
| Primera y segunda ronda |
| Cuartos de final        |
| Semifinales             |
| FINAL                   |
| CAMPEÓN                 |

- 1 Se ha tomado en cuenta el ranking del día 26 de mayo de 2014.

### Otros participantes
Los siguientes jugadores recibieron una invitación (wild card), por lo tanto ingresan directamente al cuadro principal (WC):
- Salvatore Caruso
- Matteo Donati
- Claudio Fortuna
- Gianluca Naso

Los siguientes jugadores ingresan al cuadro principal tras disputar el cuadro clasificatorio (Q):
- Alexander Zverev
- Markus Eriksson
- Claudio Grassi
- Christian Lindell

## Jugadores participantes en el cuadro de dobles

### Cabezas de serie
| Favorito | País                 | Jugador           | País                | Jugador            | Rank1 | Posición en el torneo |
| -------- | -------------------- | ----------------- | ------------------- | ------------------ | ----- | --------------------- |
| 1        | Bandera de Italia    | Daniele Bracciali | Bandera de Italia   | Potito Starace     | 204   | CAMPEONES             |
| 2        | Bandera de Alemania  | Frank Moser       | Bandera de Alemania | Alexander Satschko | 233   | Semifinales           |
| 3        | Bandera de Italia    | Riccardo Ghedin   | Bandera de Italia   | Claudio Grassi     | 272   | Semifinales           |
| 4        | Bandera de Argentina | Facundo Bagnis    | Bandera de Perú     | Sergio Galdós      | 310   | Primera ronda         |

- 1 Se ha tomado en cuenta el ranking del día 26 de mayo de 2014.

## Campeones

### Individual masculino
- Pablo Carreño Busta derrotó en la final a  Facundo Bagnis, 4-6, 6-4, 6-1

### Dobles masculino
- Daniele Bracciali /  Potito Starace derrotaron en la final a  Pablo Carreño /  Enrique López Pérez, 6-3, 6-3